# المنجدة (الرضمة)

تعديل مصدري - تعديل

المنجدة محلة تابعة لقرية ذى الصولع السفلى، التابعة لعزلة كحلان بمديرية الرضمة إحدى مديريات محافظة إب في الجمهورية اليمنية.، بلغ تعداد سكانها 220 حسب تعداد اليمن لعام 2004.